# 大家真風騷
《大家「真」風騷》是D100第三台的電台節目。主持人為梁思浩、李麗蕊(已退出)及陳彥行，於2017年3月6日首播。
節目原為DBC數碼電台的電台節目，2011年12月13日於數碼大家台首播，DBC停播風波後改數碼一台旗艦台播出。逢星期一至五上午10時至下午1時播出，主持人為梁思浩、Kawaii、陳彥行、江美儀、莊思敏、Bonnie、鄒攝、張啟樂。節目定位為「雜誌式資訊節目」，內容主要圍繞香港娛樂圏新聞為主，亦包涵一般生活話題、趣聞等，間中亦會邀請藝人進行專訪或擔任嘉賓主持。
當中的常駐主持人梁思浩過往於香港電台主持長壽節目《瘋show快活人》，後來被辭退後改加盟香港數碼電台，並把原來的節目大部份模式都帶入新節目內。另外，間中亦會聯合一些香港藝人，於商場內進行戶外直播。
DBC數碼電台在2016年9月8日起停止營運，大家「真」風騷隨即暫停播放。2017年3月6日起，在DBC前股東鄭經翰創辦的網台D100，以付費節目形式復播，播出時間不變。由於D100直播室空間有限，只能容納三人，加上其他主持人已有其他規劃，現時由梁思浩、李麗蕊及陳彥行三人繼續主持。
2020年9月4日，在D100直播的《大家「真」風騷》來到最後一集。
2020年10月27日，思浩團隊在Youtube重新建立新頻道 (大家真瘋Show)，逢星期一至五，早上10點至12點播出（主要是逢星期一、二、四直播，星期三、五錄播），固定主持人為梁思浩，其他主持包括苑瓊丹、李日朗、李思蓓、林子博、韓君婷 。新頻道還包括另一節目《玄學真風騷》，由梁思浩和張芯熏師傅主持。
2021年3月1日起，大家真瘋Show正式收費，平均每月收費為港幣142元、200元、400元、800元，收費模式有YouTube Membership和網頁版Membership。

## 新頻道(大家真瘋Show)每集概況
| 跳至                                   |
| -------------------------------------- |
| - 2020年：10 · 11 · 12 - 2021年：1 · 2 |

| 每集概況（免費環節） | 每集概況（免費環節） | 每集概況（免費環節）                                                                   | 每集概況（免費環節）                                                                                | 每集概況（免費環節）   | 每集概況（免費環節） | 每集概況（免費環節） |
| 播出日期             | 模式                 | 主標題                                                                                 | 娛樂審死官標題                                                                                      | 主持                   | 背景                 |                      |
| -------------------- | -------------------- | -------------------------------------------------------------------------------------- | --------------------------------------------------------------------------------------------------- | ---------------------- | -------------------- | -------------------- |
| 2020年10月27日       | 直播                 | 藝人帶貨慘過做雞                                                                       | 不設標題                                                                                            | 梁思浩、苑瓊丹、李日朗 | 維港                 |                      |
| 2020年10月28日       | 錄播                 | 歌星賺錢難過登天                                                                       | 不設標題                                                                                            | 梁思浩、苑瓊丹、李日朗 | 維港                 |                      |
| 2020年10月29日       | 直播                 | 行姐驚喜回應傳聞 懷念錢國偉導演                                                        | 梁思浩大談錢國偉最錫圈中人，李日朗難忘出道作與錢導合作！ 李思蓓電波少女時期感激錢國偉！             | 梁思浩、苑瓊丹、李思蓓 | 維港                 |                      |
| 2020年10月30日       | 錄播                 | 空姐空少最愛古天樂張曼玉                                                               | 不設標題                                                                                            | 梁思浩、苑瓊丹、李思蓓 | 維港                 |                      |
| 2020年11月2日        | 直播                 | 高海寧中國爆紅有跡可尋                                                                 | 不設標題                                                                                            | 梁思浩、苑瓊丹、李日朗 | 維港                 |                      |
| 2020年11月3日        | 直播                 | 明星整容變笑話                                                                         | 不設標題                                                                                            | 梁思浩、苑瓊丹、李日朗 | 維港                 |                      |
| 2020年11月4日        | 錄播                 | 一招KO明星爭位攝石人                                                                   | 不設標題                                                                                            | 梁思浩、苑瓊丹、李日朗 | 維港                 |                      |
| 2020年11月5日        | 直播                 | 告周杰倫抵過賣廣告                                                                     | 不設標題                                                                                            | 梁思浩、苑瓊丹、李思蓓 | 維港                 |                      |
| 2020年11月6日        | 錄播                 | 林青霞除哂衫嚇走張叔平                                                                 | 梁思浩大談林青霞裸照張叔平嬲到走！苑瓊丹爆楊紫瓊被內地司機趕落車！ 拍戲要識分車牌子！               | 梁思浩、苑瓊丹、李思蓓 | 維港                 |                      |
| 2020年11月9日        | 直播                 | 黃心穎被炒死有餘辜                                                                     | 思浩苑瓊丹獨家爆料陳浩民非禮內幕！ 黃心穎一句道歉都冇最差，樂易玲謀略功架十足！                     | 梁思浩、苑瓊丹、李思蓓 | 維港                 |                      |
| 2020年11月10日       | 直播                 | 賑災籌款有錢袋                                                                         | 不設標題                                                                                            | 梁思浩、苑瓊丹、李日朗 | 維港                 |                      |
| 2020年11月11日       | 錄播                 | 內地唔見電話慘過唔見老公                                                               | 思浩大讚苑瓊丹廟街皇后做雞最寫實！李日朗拍戲扮女人畀阿伯問價！ 邱禮濤笑稱鄧健泓長過馬！             | 梁思浩、苑瓊丹、李日朗 | 維港                 |                      |
| 2020年11月12日       | 直播                 | 電視台高層帶出騷惹禍上身                                                               | 不設標題                                                                                            | 梁思浩、苑瓊丹、李思蓓 | 維港                 |                      |
| 2020年11月13日       | 錄播                 | 女主持腳踢少林武僧                                                                     | 思浩大談曾與梅艷芳中森明菜踏兩船，日本世紀賤男近藤真彥又出軌！ 徐小鳳愛情嘅悲哀！                   | 梁思浩、苑瓊丹、李思蓓 | 維港                 |                      |
| 2020年11月16日       | 直播                 | 懷念曾偉權先生 麗的出身出名心地好                                                      | 不設標題                                                                                            | 梁思浩、苑瓊丹、李日朗 | 維港                 |                      |
| 2020年11月17日       | 直播                 | 忤逆林作千字文小阿媽                                                                   | 不設標題                                                                                            | 梁思浩、苑瓊丹、李思蓓 | 維港                 |                      |
| 2020年11月18日       | 錄播                 | 苑瓊丹鮑魚大學問                                                                       | 思浩大談張柏芝羅嘉良降價，變道具助長網紅炫富！ 陳寶珠蕭芳芳愈紅愈唔拍廣告！                         | 梁思浩、苑瓊丹、李思蓓 | 維港                 |                      |
| 2020年11月19日       | 直播                 | 二千萬買四塊半                                                                         | 思浩大談于文鳳追討周星馳七千萬！ 苑仔解畫國產凌凌漆，思浩星爺恩怨情仇！                             | 梁思浩、苑瓊丹、李日朗 | 維港                 |                      |
| 2020年11月20日       | 錄播                 | 藝人食貓眼嚇死人                                                                       | 思浩大談網民圍插劉嘉玲豪洗四千萬，古董花樽擺廳插花！ 周潤發食飯貴在條魚！                           | 梁思浩、苑瓊丹、李日朗 | 維港                 |                      |
| 2020年11月23日       | 直播                 | 明星夢簽約一條龍騙局                                                                   | 不設標題                                                                                            | 梁思浩、苑瓊丹、李思蓓 | 維港                 |                      |
| 2020年11月24日       | 直播                 | 陳偉霆跳出英皇罰抄房                                                                   | 思浩大談TVB 台慶大獎魔咒！苑瓊丹拍戲瞓棺差啲冇命！ 李日朗憶述天津片場女鬼！                         | 梁思浩、苑瓊丹、李日朗 | 維港                 |                      |
| 2020年11月25日       | 錄播                 | 清水灣TVB 電視城鬼故講唔完                                                             | 思浩大談劉德華雪藏時期幸遇吳思遠，一手打造法外情台灣神話！ 王浩信踩過電影界！                       | 梁思浩、苑瓊丹、李日朗 | 維港                 |                      |
| 2020年11月26日       | 直播                 | 跳舞群組導師獨家爆料陪瞓飯局傳聞                                                       | 不設標題                                                                                            | 梁思浩、苑瓊丹、李思蓓 | 維港                 |                      |
| 2020年11月27日       | 錄播                 | 男星偷食被捉姦怒打女友                                                                 | 思浩苑仔爆內地拍攝行規講紅包！藝人減價返唔到轉頭！ 與電視台續約加價攻防戰！                         | 梁思浩、苑瓊丹、李思蓓 | 維港                 |                      |
| 2020年11月30日       | 直播                 | 黃秋生本與苑瓊丹演周星馳功夫夫妻 唐伯虎點秋香為星爺跪足五粒鐘                          | 不設標題                                                                                            | 梁思浩、苑瓊丹、李日朗 | 維港                 |                      |
| 2020年12月1日        | 直播                 | 林小明誤中騙案累埋郭富城古天樂                                                         | 不設標題                                                                                            | 梁思浩、苑瓊丹、李思蓓 | 維港                 |                      |
| 2020年12月2日        | 錄播                 | 劉德華咀繆騫人驚到震 某女星拍掌門人揀Bra戴                                             | 梁思浩大談林國斌初入行拍戲踢傷成龍內疚！苑仔殺手天使火藥傷臉險毀容！ 發誓做龜婆都唔拍打戲！         | 梁思浩、苑瓊丹、李思蓓 | 海景                 |                      |
| 2020年12月3日        | 直播                 | 梁思浩屋企BBQ 燒到苑瓊丹一肚火                                                         | 梁思浩大談網民熱選港版謝霆鋒張栢芝等前明星夫妻，韓國大熱綜藝我們離婚了！ 苑瓊丹拍內地真人騷最易嬲！ | 梁思浩、苑瓊丹、李日朗 | 山景                 |                      |
| 2020年12月4日        | 錄播                 | 周梁淑怡雙星報喜斷許冠文總統夢                                                         | 梁思浩大談周星馳前女友鍾麗緹被斥生仔機器！ 內地節目控訴被網民綁架子宮，不愛名譽地位淨係要Love！     | 梁思浩、苑瓊丹、李日朗 | 富士山               |                      |
| 2020年12月7日        | 直播                 | 女星c走光咎由自取                                                                      | Tvb力捧宿敵踩過界盲俠王浩信 陳展鵬歌手夢遙遙無期 黃霑霑叔鞏俐初見面笑話                             | 梁思浩、苑瓊丹、李思蓓 | 山景                 |                      |
| 2020年12月8日        | 直播                 | 成龍個仔房祖名和內地明星白百何星途玩完                                                 | 不設標題                                                                                            | 梁思浩、苑瓊丹、李日朗 | 倫敦眼               |                      |
| 2020年12月9日        | 錄播                 | 思浩苑瓊丹豪門朋友助盧海鵬最感動                                                       | 陳慧琳尖沙咀地舖租唔出 電台員工最愛劉德華 某藝人扮出鏡借衫去飯局                                    | 梁思浩、苑瓊丹、李日朗 | 花草                 |                      |
| 2020年12月10日       | 直播                 | 百大社交媒體具影響力藝人                                                               | 不設標題                                                                                            | 梁思浩、苑瓊丹、李思蓓 | 花草                 |                      |
| 2020年12月11日       | 錄播                 | 棺材舖妙用斧頭做生意                                                                   | 小豬羅志祥多人運動 榮登Google國際熱搜榜第一 朱智賢野外食餅變本地第一名人                            | 梁思浩、苑瓊丹、李思蓓 | 花草                 |                      |
| 2020年12月14日       | 直播                 | 苑瓊丹找數代村民打梁思浩 藝人新電話曬命變喊包 滋味海鮮將軍帽鬼爪螺                     | 不設標題                                                                                            | 梁思浩、苑瓊丹、李日朗 | 山景                 |                      |
| 2020年12月15日       | 直播                 | 苑瓊丹好友大改劇本 周潤發等巨星變配角 簽約計天氣開門即收錢                             | 不設標題                                                                                            | 梁思浩、苑瓊丹、李思蓓 | 海景                 |                      |
| 2020年12月16日       | 錄播                 | 潮州人傳統白事坐船問米 藝人教路畀人捉姦最緊要冷靜 喀麥隆部落皇帝老母變老婆             | 蔣志光男親女愛窩心舉動整喊鄭裕玲黃子華等演員 張衛健拍戲點醒家丁 馮盈盈爆前輩教路戲假情真            | 梁思浩、苑瓊丹、李思蓓 | 湖景                 |                      |
| 2020年12月17日       | 直播                 | 位元堂廣告鄭少秋變李克勤內幕 女歌手出騷帶私伙噴水池                                    | 陳瀅畀公關恰逼除外套行性感 Tvb傳統唔肯放人出外搵食原因 林志玲有本活動服裝相簿                       | 梁思浩、苑瓊丹、李日朗 | 山景                 |                      |
| 2020年12月18日       | 錄播                 | 狄娜人造衛星生意 吳卓羲出道前做dancer勁吸睛 Amazon海洋垃圾破壞全球                     | 鄭裕玲Do姐爆林建明最怪聖誕禮物 苑仔曾收M巾做禮物 圈中愛影腳戀腳癖好藝人                             | 梁思浩、苑瓊丹、李日朗 | 夜總會               |                      |
| 2020年12月21日       | 直播                 | 內地50cm仙女管病態扣喉 藝人教某佳麗扣喉訓住嘔                                          | Tvb香港小姐步入新世代 雷莊𠒇半裸唔露樣最醒目 最怕同楊思琦做訪問                                     | 梁思浩、苑瓊丹、李思蓓 | 湯圓                 |                      |
| 2020年12月22日       | 直播                 | 翁虹ATV亞視真拍全裸玩蟲 12隻白碟風水局改運                                             | 不設標題                                                                                            | 梁思浩、李思蓓、李日朗 | 雪景                 |                      |
| 2020年12月23日       | 錄播                 | 為與梅艷芳合照江欣燕入行 TVB城市追擊大戰解剖外星人                                     | 陳浩民拍神怪古裝劇成精 拍劇遇醉酒遲到歌手演員 拍一場戲等足五日發火                                  | 梁思浩、李思蓓、李日朗 | 湖景                 |                      |
| 2020年12月24日       | 直播                 | TVB吳家樂親身回應滯留英國倫敦一事 日男最愛學生妹純白內衣                               | 傳王菲張柏芝內地綜藝踫頭 乘風破浪的姐姐第二季未播先轟動 陳志雲百萬富翁加深仇怨                      | 梁思浩、苑瓊丹、李思蓓 | 聖誕                 |                      |
| 2020年12月25日       | 錄播                 | 倪匡初見瓊瑤變怕醜仔 文人扮有學識變飲香水                                              | 張馨予北漂劏房廁所打邊爐 吳雪雯尖沙嘴廣東道大喊息影 驚恐症劉錫賢銀行一百蚊都冇                      | 梁思浩、苑瓊丹、李思蓓 | 聖誕                 |                      |
| 2020年12月28日       | 直播                 | 內地晶女郎徐冬冬抖音生吞原個饅頭                                                       | 不設標題                                                                                            | 梁思浩、苑瓊丹、李日朗 | 沙灘                 |                      |
| 2020年12月29日       | 直播                 | 倪震買扭蛋機出yes卡 日本公司翻生靠福袋                                                 | TVB 黎諾懿港式普通話爆紅 歐陽震華凍卵笑話 田北辰曾幫陳偉霆廣告配音                                  | 梁思浩、苑瓊丹、李思蓓 | 沙漠                 |                      |
| 2020年12月30日       | 錄播                 | 周星馳練記憶力方法 Tvb千王之王奠定汪明荃阿姐地位                                       | 何守信花名何B由來 鄭裕玲乳名變藝名Do姐 李兆基基哥Tvb入電影圈經過                                    | 梁思浩、苑瓊丹、李思蓓 | 湖景                 |                      |
| 2020年12月31日       | 直播                 | Whatsapp停止支援某型號手機服務！ 西伯利亞長毛犀牛冰封5萬年                             | 2020十大娛樂新聞 小豬細so朱智賢桃色十足 苑瓊丹，李日朗4000觀眾再次教訓村長                          | 梁思浩、苑瓊丹、李日朗 | 湖景                 |                      |
| 2021年1月1日         | 錄播                 | 阿Don拍劇扮死人被鬧 意大利新生膠粒嬰兒 壽衣女設計師紅遍中國                            | 2021韓國最強魔咒 年度戀情大踢爆主角必分手收場 跨年騷出演上位保證                                    | 梁思浩、苑瓊丹、李日朗 | 新年                 |                      |
| 2021年1月4日         | 直播                 | 周星馳麗的呼聲初出鏡 章小蕙被鬧淫賤冇工請                                              | 劉德華內地節目拆開勤力形象 高人教路扮病入院推戲 Tvb射波放假情義大考驗                               | 梁思浩、苑瓊丹、李思蓓 | 湖景                 |                      |
| 2021年1月5日         | 直播                 | 周星馳算死草美國現實版 坐監怕冇嘢食塞咖喱角                                            | 懷念李香琴特輯 鄭則仕憶述TVB 盛世仁傑 與李香琴琴姐最後一次合作                                      | 梁思浩、苑瓊丹、李日朗 | 湖景                 |                      |
| 2021年1月6日         | 錄播                 | 英國動物園交還熊貓 澳洲超市鑽石擺足四年冇人買                                          | 41歲章子怡內地節目 失控動怒爆金石良言 點醒演員本份與態度                                            | 梁思浩、苑瓊丹、李日朗 | 紅葉                 |                      |
| 2021年1月7日         | 直播                 | 某男藝人舌頭絕技食女無數 $75,000日本山形縣車厘子破紀錄                                 | 林青霞貼地玩微博有問必答 張國榮離開後避開文華酒店 肥姐沈殿霞劉家昌暗戀情懷                          | 梁思浩、苑瓊丹、李思蓓 | 雪山                 |                      |
| 2021年1月8日         | 錄播                 | 風水陣愛情自動走上門 某電台十大金曲頒15首 日本雪糕店廁所趣事                           | 39歲李施嬅大戰33歲高海寧 TVB萬千星輝頒獎典禮2020 蕭正楠跨年騷有啟示                                 | 梁思浩、苑瓊丹、李思蓓 | 羅浮宮               |                      |
| 2021年1月11日        | 直播                 | 肥姐沈殿霞驃叔董驃 操曲當拍拖 上海浴池傾生意原因                                       | TVB萬千星輝頒獎典禮真視后陳自瑤 一個眼神殺死視帝老公王浩信 身旁何依婷不能忽視                       | 梁思浩、李思蓓、李日朗 | 湖景                 |                      |
| 2021年1月12日        | 直播                 | 苑仔拍攝封神榜差啲推劇唔怕 佘詩曼專業態度視后典範 羅子溢西遊記捱苦冇投訴               | 不設標題                                                                                            | 梁思浩、苑瓊丹、李思蓓 | 湖景                 |                      |
| 2021年1月13日        | 錄播                 | 江嘉敏TVB台慶帶肚腩出席 山羊基因注定勤力 黃白泳衣最尷尬                                | 內地拍攝對戲勿用廣東話 為竇靖童沾王菲光平反 星二代由低做起減麻煩                                    | 梁思浩、苑瓊丹、李思蓓 | 農村                 |                      |
| 2021年1月14日        | 直播                 | 台灣辣妹被捕 韓國孕婦指南遭炮轟                                                        | 黃子韜被揭坐擁240億身家 繼承亡父遺產日日曬命 內地粉絲秒變仇富                                       | 梁思浩、苑瓊丹、李日朗 | 湖景                 |                      |
| 2021年1月15日        | 錄播                 | 丹麥18禁卡通英雄 泰妃重返監獄冷宮                                                      | 蔡少芬甄嬛傳普通話惹禍 導演直演後悔搵佢 Don英文試鏡笑話                                             | 梁思浩、苑瓊丹、李日朗 | 雪山                 |                      |
| 2021年1月18日        | 直播                 | 吳君如開燈做愛減肥法 印尼馬騮勒索途人偷隨身物品                                        | 不設標題                                                                                            | 梁思浩、李思蓓、李日朗 | 山景                 |                      |
| 2021年1月19日        | 直播                 | 英國設計可刮式藥物標籤 幫助病人紀錄服藥次數                                            | Tvb勁歌金曲頒獎禮雙最佳男歌手 莫文蔚不負眾望奪金曲獎 公信力不足冇人努力                             | 梁思浩、苑瓊丹、李日朗 | 倫敦塔橋             |                      |
| 2021年1月20日        | 錄播                 | 亞馬遜移動爆谷 見光即溶髮絲冰                                                          | Tvb出爐視后蔡思貝 住豪宅被包養疑雲                                                                  | 梁思浩、苑瓊丹、李日朗 | 富士山               |                      |
| 2021年1月21日        | 直播                 | 韓國中國泡菜大戰 一句話焫㷫中國人                                                      | 鄭爽不婚搵代母生仔 期間分手命令落仔棄養 昔日陳秀珠未婚產子最轟動                                    | 梁思浩、苑瓊丹、李思蓓 | 花草                 |                      |
| 2021年1月22日        | 錄播                 | 撒哈拉沙漠落雪奇景 Netflix真人騷跟蹤富豪生活                                           | 麥包麥長青爆tvb血淚史 黃維基出9倍人工挖角 留守大台因一個承諾                                        | 梁思浩、苑瓊丹、李思蓓 | 雪山                 |                      |
| 2021年1月25日        | 直播                 | Do姐鄭裕玲拍旅行社廣告激發思浩明星夢 溫兆倫每次分手都出歌                              | 曾志偉重返Tvb做高層 王祖藍未紅時曾被前輩壓制創作                                                    | 梁思浩、李思蓓、李日朗 | 森林                 |                      |
| 2021年1月26日        | 直播                 | 美國前總統特朗普侄女改姓玩割蓆 發夢女誤會苑仔想爭男友                                  | 不設標題                                                                                            | 梁思浩、苑瓊丹、李思蓓 | 威尼斯               |                      |
| 2021年1月27日        | 錄播                 | 夜場見老豆少女冷靜返工 內地小孩考高分 獲父母冷待影片值反思                             | 湯怡結婚初戀前度洪卓立再成焦點 陳自瑤前度阿感拍片爆黑面成習慣                                       | 梁思浩、李思蓓、李日朗 | 法國                 |                      |
| 2021年1月28日        | 直播                 | 韓公司上訴入口性愛娃娃 肚痛四年揭水缸浸老鼠                                            | 前殭屍王后王玉環 台灣圈中明星好友整容失敗 剪雙眼皮會閤唔埋眼                                        | 梁思浩、苑瓊丹、李日朗 | 巴黎鐵塔             |                      |
| 2021年1月29日        | 錄播                 | 扮領養實質賣狗賺錢走法律罅 苑仔拍劇獨家跳拍扮暈絕技                                    | 不設標題                                                                                            | 梁思浩、苑瓊丹、李日朗 | 聖瓦西里主教座堂     |                      |
| 2020年2月1日         | 直播                 | TVB城牆藝人撞鬼 道具房頭套勿亂玩！                                                     | 台灣梁朝偉范植偉變餐廳侍應 曾爆與前度王心凌關係自毀前程 前影星演藝人協會借錢吸毒                    | 梁思浩、李思蓓、李日朗 | 彩色屋               |                      |
| 2021年2月2日         | 直播                 | 內地中學生扮超人大叫被踢出校 番禺毒狗案2分鐘內發癲                                     | 不設標題                                                                                            | 梁思浩、苑瓊丹、李思蓓 | 香波堡               |                      |
| 2021年2月3日         | 錄播                 | 椰棗現尼帕病毒可併發腦膜炎 法國新例保障雞啼牛糞                                        | 40歲張柏芝 乘風破浪的姐姐2失控爆喊 那英一句場面尷尬唔識反應 內地五千萬拍綜藝好賺過拍劇              | 梁思浩、苑瓊丹、李思蓓 | 雪山                 |                      |
| 2021年2月4日         | 直播                 | 陳可辛爆中國童星侯祥做足18年 小孩巧遇跟尾鹿 母親一句網民拍爛手掌                       | 67歲TVB獎門人曾志偉入主高層 馮盈盈江嘉敏爭做長老 苑仔爆某藝人遊戲節目反口贏錢唔分                   | 梁思浩、苑瓊丹、李日朗 | 吳哥窟               |                      |
| 2021年2月5日         | 錄播                 | 帶雞仔餅入境台灣被罰廿萬 馬來西亞新娘婚禮擁抱前度                                      | 25歲Cammi謝芷蕙前男友斥心術不正 偷錢出軌呃飯食樣樣齊 曾出入陳冠希住宅門口做新聞                     | 梁思浩、苑瓊丹、李日朗 | 湖景                 |                      |
| 2020年2月8日         | 直播                 | 泰國漁夫仙人指路 執海螺獲罕有珍珠 澳洲女生紋身分左右                                   | 不設標題                                                                                            | 梁思浩、李思蓓、李日朗 | 遊艇                 |                      |
| 2021年2月9日         | 直播                 | 內地劇集假日暖洋洋偷相扮死 永不錄用相關幕後 村委黑名單無貢獻青年                       | 前TVB港姐冠軍黃嘉雯家姐被捕 虐貓放入洗衣機當衫洗                                                    | 梁思浩、苑瓊丹、李思蓓 | 風車                 |                      |
| 2021年2月10日        | 錄播                 | 美國1300呎3D打印屋200萬有交易 傳統龍獅團疫情下全部訂單取消 京東網購退款騙案            | 6歲周柏豪網絡電影登排行榜冠軍 二千萬view網民負評如潮                                                | 梁思浩、苑瓊丹、李思蓓 | 富士山               |                      |
| 2021年2月11日        | 直播                 | 全新廚具產品3D打印食物 拍劇象仔演員悲嗚險變意外                                        | 47歲馬國明33歲湯洛雯結婚疑雲 記者代問感情求得下下簽 韓夫人惜花婚期藏暗湧?                           | 梁思浩、苑瓊丹、李日朗 | 農曆新年             |                      |
| 2021年2月12日        | 錄播                 | 中國大熱儺舞源於夏商朝代 驅走瘟疫升價4倍 內地航拍雞農指揮家                            | 顧紀筠兒子Po相笑工人 假花照淋甩色血流成河                                                           | 梁思浩、苑瓊丹、李日朗 | 農曆新年             |                      |
| 2021年2月15日        | 錄播                 | 英皇楊受成老闆派利是最豪爽 魯振順賀年騷最落力                                          | 乘風破浪的姐姐唔化妝考起女星 重金請廖啟智演雙性雙人格 Tvb返唔認得素顏女星                           | 梁思浩、李思蓓、李日朗 | 農曆新年             |                      |
| 2021年2月16日        | 錄播                 | 五路財神日送走窮神 肥姐沈殿霞新年必買馬 為嬴十蚊攞彩頭                                 | 47歲金城武樹誕生傳說 中港台明星似瀕危動物 盤點中港台三大明星                                        | 梁思浩、李思蓓、李日朗 | 農曆新年             |                      |
| 2021年2月17日        | 錄播                 | 台灣廟會活動最吸引 影圈中人尋歡事件簿 附馬真正貶義意思                                 | ViuTv組合Error成員保錡被笑似八両金 Live爆粗狂小網民 Don憶述重回香港娛圈慘痛經歷                     | 梁思浩、李思蓓、李日朗 | 農曆新年             |                      |
| 2021年2月18日        | 錄播                 | 日本富士山傳說 生日望到舖滿雪即有運行 江西奇景半邊雪真面目                             | 娛圈明星婚姻無礙星夢事業? 成龍唔公佈婚訊原因 劉德華昔日激短排球褲封面爆紅                           | 梁思浩、李思蓓、李日朗 | 生日                 |                      |
| 2021年2月19日        | 直播                 | Tvb余詠珊何哲圖夫妻山頭解體 曾志偉奪音樂節目話事權 阿姐汪明荃說話為一切開端            | 不設標題                                                                                            | 梁思浩、李思蓓、李日朗 | 山                   |                      |
| 2021年2月22日        | 直播                 | 曾志偉上任TVB即與四大唱片公司破冰 網民最期待Eason陳奕迅＋王菲＋張學友＋陳慧琳復出上TVB | 不設標題                                                                                            | 梁思浩、李思蓓、李日朗 | 秘魯七彩山           |                      |
| 2021年2月23日        | 直播                 | 周潤發家姐扮水鬼影蜻蜓 全球罕有南極金企鵝 漁排食飯滷水鮑魚最出色                       | Tvb變天余詠珊黨去留名單 陸浩明肥媽靠山、工作認真唔怕炒 黃翠如死因演技差                             | 梁思浩、苑瓊丹、李思蓓 | 風景                 |                      |
| 2021年2月24日        | 錄播                 | 美國德州大停電 入車取暖變慘案 跑步聽歌聽唔到樹木倒塌聲                                 | 吳孟達患癌入院 苑瓊丹憶達哥說服導演唔用爛橋 借故問樹意見最出色                                      | 梁思浩、苑瓊丹、李思蓓 | 聖瓦西里主教座堂     |                      |
| 2021年2月25日        | 直播                 | 小馬雲風光不再用完即棄 兩兄弟被評二級智力殘疾 日本親母幫仔搵前世母親                   | 那英張柏芝一抱泯恩仇 乘風破浪的姐姐2再成熱話 一代宗師張智霖隱形演出                                 | 梁思浩、苑瓊丹、李日朗 | 日本特色建築         |                      |
| 2021年2月26日        | 錄播                 | 中醫太空植物苑仔差啲中伏 內地單身男網上控訴冇女朋友 政府引用法律禁包辦婚姻             | 39歲袁偉豪叩1000響頭為轉運 與網民鬧交因前世 某藝人與家人亂倫得罪祖先冇運行                          | 梁思浩、苑瓊丹、李日朗 | 山                   |                      |

| 跳至        |
| ----------- |
| - 2021年：3 |

| 2021年3月1日  | 直播 | 黃曉明楊穎Angelababy《微博之夜2021》同台零交流再現離婚傳聞 思浩篤爆其實只係夾橋？ | 汪明荃家中客廁佈滿石頭 泰國婦人執怪味石頭值過百萬                                | 梁思浩、李思蓓、林子博 |
| 2021年3月2日  | 直播 | 丹麥安心出嘢同意書 內地老婆撞破老公裸聊 兒子捐血踢爆老婆偷食                      | 中國澳洲交惡東星斑平價賣香港 內地祠堂剪綵食廁所餐廳 蟲草粥值回票價               | 梁思浩、苑瓊丹、林子博 |
| 2021年3月3日  | 錄播 | 治類風濕中藥雷公藤 研究證實可當男性避孕藥 3000億醫學美容市場男客多過女            | 時尚雜誌Vogue新任最年輕總編真身 27歲網紅坐擁百萬followers 武當派傳人創意對付中風 | 梁思浩、苑瓊丹、林子博 |
| 2021年3月4日  | 直播 | 謝霆鋒拍拖唔拍愛情片 紅地毯束腰裙着斷胸骨                                         | 惠英紅妒忌苑瓊丹男友多花款 邪花入宅等於慢性踩場                                  | 梁思浩、苑瓊丹、李思蓓 |
| 2021年3月5日  | 錄播 | 酒店餐廳爆房一條龍服務 法國男分手後電話轟炸前度判入獄 卜卦買股票律師都唔做        | 如懿傳周迅頭飾製作者拍片教學 顏料源自瀕危動物翡翠鳥 雪鴨美味奧秘因唔游水         | 梁思浩、苑瓊丹、李思蓓 |
| 2021年3月8日  | 直播 | 楊卓娜用愛成最強繼母 杭州相睇失敗追討13萬                                         | 哈利梅根美國拍節目數臭英國皇室 英女皇call馬開拖還擊                              | 梁思浩、李思蓓、林子博 |
| 2021年3月9日  | 直播 |                                                                                   | UA戲院全線結業憶昔日情懷 曾因小食部食物被排斥                                    | 梁思浩、苑瓊丹、李思蓓 |
| 2021年3月10日 | 錄播 | 英國脫歐立法禁食禁入口鵝肝 幽靈船懸浮海市蜃樓 內地屋企一星期離奇起火40次          | 英國前皇室成員梅根 爆被皇室工人種族歧視 同大嫂凱蒂王妃鬧交冇人幫                 | 梁思浩、苑瓊丹、李思蓓 |
| 2021年3月11日 | 直播 | 慈山寺陳豪請食下午茶 日本富豪邀請月球旅行 全球名額8個                             | 迪士尼多套經典卡通 涉及種族歧視加免責聲明 澳洲旅遊節目何守信淆底唔拍             | 梁思浩、李思蓓、林子博 |
| 2021年3月12日 | 錄播 | 慈善拍賣會女星搵食 專執平貨當生意 台灣奇蹟弓箭玩具意外                            | 中國杭州龍袍扮棉褸 海關截查驚現清朝國寶                                          | 梁思浩、李思蓓、林子博 |
| 2021年3月15日 | 直播 | 林盛斌Bob拒送樓 只租畀仔女要佢哋學搵錢                                            | 某人出現令英女皇贏到盡！怕梅根走上呢個人後路？                                   | 梁思浩、李思蓓、林子博 |
| 2021年3月16日 | 直播 |                                                                                   | 日本偶像結婚粉絲可請假 慈禧面前放屁屬死罪                                        | 梁思浩、苑瓊丹、林子博 |
| 2021年3月17日 | 錄播 | 內地灌水羊肉背後為呃秤 國內智能電視內置廣告                                       | 海蛞蝓自斷再生之迷 馬蹄蟹藍血製藥救人                                            | 梁思浩、苑瓊丹、林子博 |
| 2021年3月18日 | 直播 | 土耳其蜜糖逐磅計，半人馬座蜜糖天價4萬2千蚊！                                      | 尋秦記一早有電影 張藝謀秦俑似過古天樂                                            | 梁思浩、韓君婷、李思蓓 |
| 2021年3月19日 | 直播 | 林子善錯當周星馳喜歡男 日本小學禁學生著內衣惹公憤 雀鳥絕種因叫聲                  | 周星馳國產凌凌漆咸片止痛 美國殺人狂聲稱為醫性上癮                                | 梁思浩、韓君婷、李思蓓 |
| 2021年3月22日 | 直播 | 亞視女演員自己屍變為搶戲 蘇格蘭小島放售87萬                                       | 上海復旦大學生跌身分證冇報失 3年後竟變身董事長？                                 | 梁思浩、韓君婷、李思蓓 |
| 2021年3月23日 | 直播 | 廖啟智胃癌推戲唔拍 黃樹棠癌病復發入肺 陳啟泰講笑片段被翻炒                        | 台灣壽司店優惠掀改名潮 姓名有鮭魚免費任食                                        | 梁思浩、李思蓓、林子博 |

## 獎項
- 2013年度Yes Idol最具人氣電台節目大奬
- DBC數碼電台《最受歡迎電台節目大獎》
- DBC數碼電台《最受歡迎節目主持人大獎》：梁思浩、江美儀、陳彥行、Kawaii、莊思敏、林嘉卿、張啟樂、鄒攝

## 外部連結
- 大家真瘋Show 官方 YouTube 頻道
- D100《大家「真」風騷》
- D100 錄低香港 《大家「真」風騷》
- DBC《大家「真」風騷》

## 獎項
- 2013年度Yes Idol最具人氣電台節目大奬
- DBC數碼電台《最受歡迎電台節目大獎》
- DBC數碼電台《最受歡迎節目主持人大獎》：梁思浩、江美儀、陳彥行、Kawaii、莊思敏、林嘉卿、張啟樂、鄒攝

## 外部連結
- 大家真瘋Show 官方 YouTube 頻道
- D100《大家「真」風騷》
- D100 錄低香港 《大家「真」風騷》
- DBC《大家「真」風騷》